# Коккоз Кундыбаев
Коккоз Кундыбаев (каз. Көккөз Құндыбаев) (приблизительно 1745—1803) — би. Выходец из рода кете племени алимулы Младшего жуза. Родился и вырос на территории Актюбинской области. Коккоз — один из 185 биев, написавших 21 июля 1785 через Оренбургского генерал-губернатора О. А. Игельстрома прошение на имя Екатерины II, в которой требовали лишить ханства детей Абилхаира а также вернуть из тюрьмы заложников —аманатов. 21 сентября 1785 на берегу реки Женбишер, в 100 верстах от Елецка (Тузтобе), состоялось собрание старшин Младшего жуза. На нем было принято решение о временной реорганизации управления Младшим жузом и расширении зимних стоянок. Были определены основные ставки, Коккоз был одним из главных советников этих ставок. 1787 году Коккоз би был избран начальником расправы от рода кете. Коккоз би 29 августа 1797 принял участие в ханском совете.